# Боргето (Пистоја)
Боргето је насеље у Италији у округу Пистоја, региону Тоскана.
Према процени из 2011. у насељу је живело 41 становника. Насеље се налази на надморској висини од 434 м.